# 帖木儿博物馆
帖木儿博物馆（乌兹别克语：Темурийлар тарихи давлат музейи/Temuriylar tarixi davlat muzeyi）位于乌兹别克斯坦塔什干。该博物馆于1996年开放，也被称为帖木儿王朝历史博物馆，专门纪念突厥蒙古军阀阿米尔·帖木儿。

## 历史
乌兹别克斯坦在1991年独立后，非常重视恢复国家的精神和文化遗产，包括彰显在世界文明中发挥重要作用的历史人物。其中就包括了阿米尔·帖木尔，他是一位军阀、政治家和改革家，也是科学、教育、贸易、文化和手工艺的赞助人。他建立了一个强大的中央集权国家，巩固了国家权力，并团结了众多民族。阿米尔·帖木儿的统治促进了科学、教育、文化、建筑、美术、音乐和诗歌的发展，为帖木儿文艺复兴奠定了基础。
乌国前总统伊斯兰·卡里莫夫鼓励纪念帖木儿，并将这位蒙古统治者的成就与总统自身的治理风格联系起来。卡里莫夫宣布1996年为“帖木儿年”，乌兹别克斯坦全国广泛庆祝帖木儿诞辰660周年。共和国随后决定在塔什干市中心建造一座国家博物馆，以展示帖木儿王朝的历史。
1996年10月18日，在乌兹别克斯坦人民和外国嘉宾的见证下，举行了圆形博物馆的开幕仪式。卡里莫夫总统表示：“帖木儿博物馆在如此盛大的节日氛围中开幕，真正体现了我国对帖木儿人格的历史正义的捍卫。” 他将帖木儿广场（毗邻博物馆，广场上矗立着帖木儿的雕像）比作一枚戒指，并表示“博物馆就像一颗镶嵌在戒指上的宝石”。

## 设计

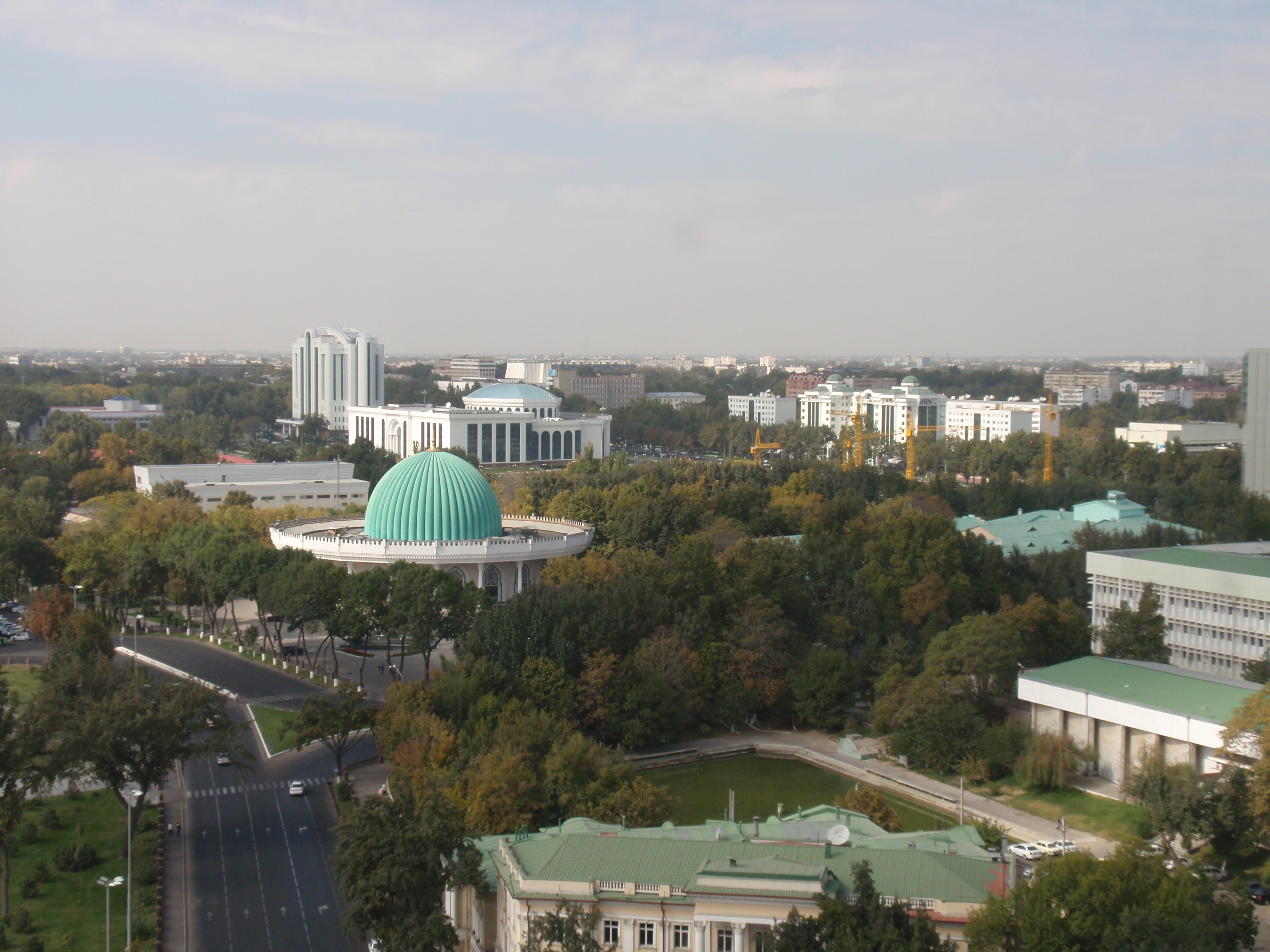
俯瞰塔什干帖木儿广场

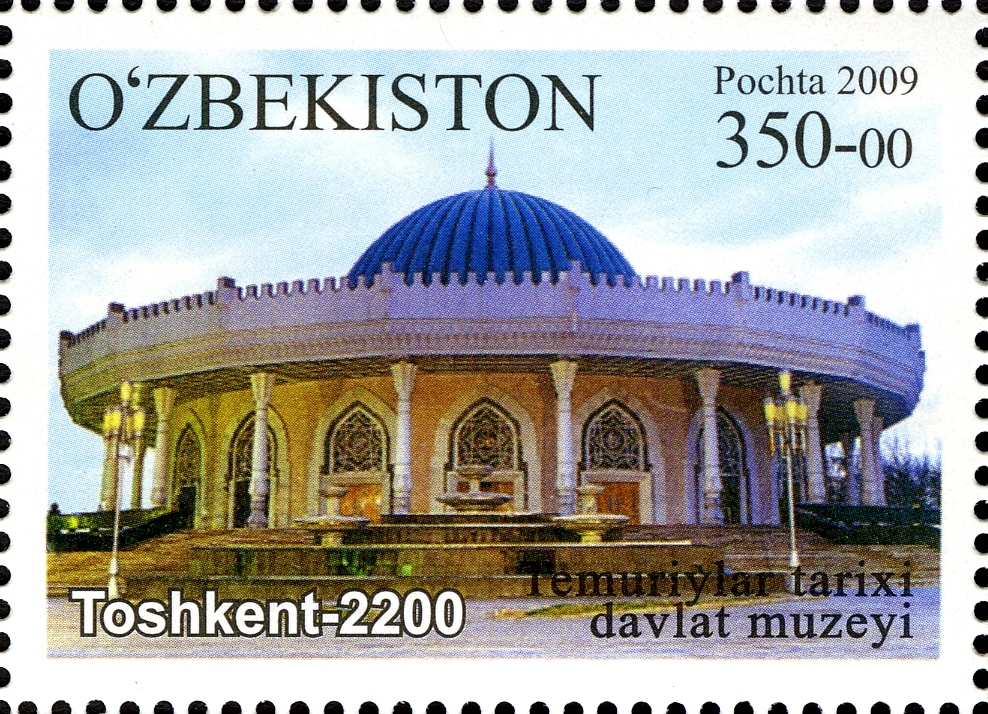
2009年发行的帖木儿博物馆邮票

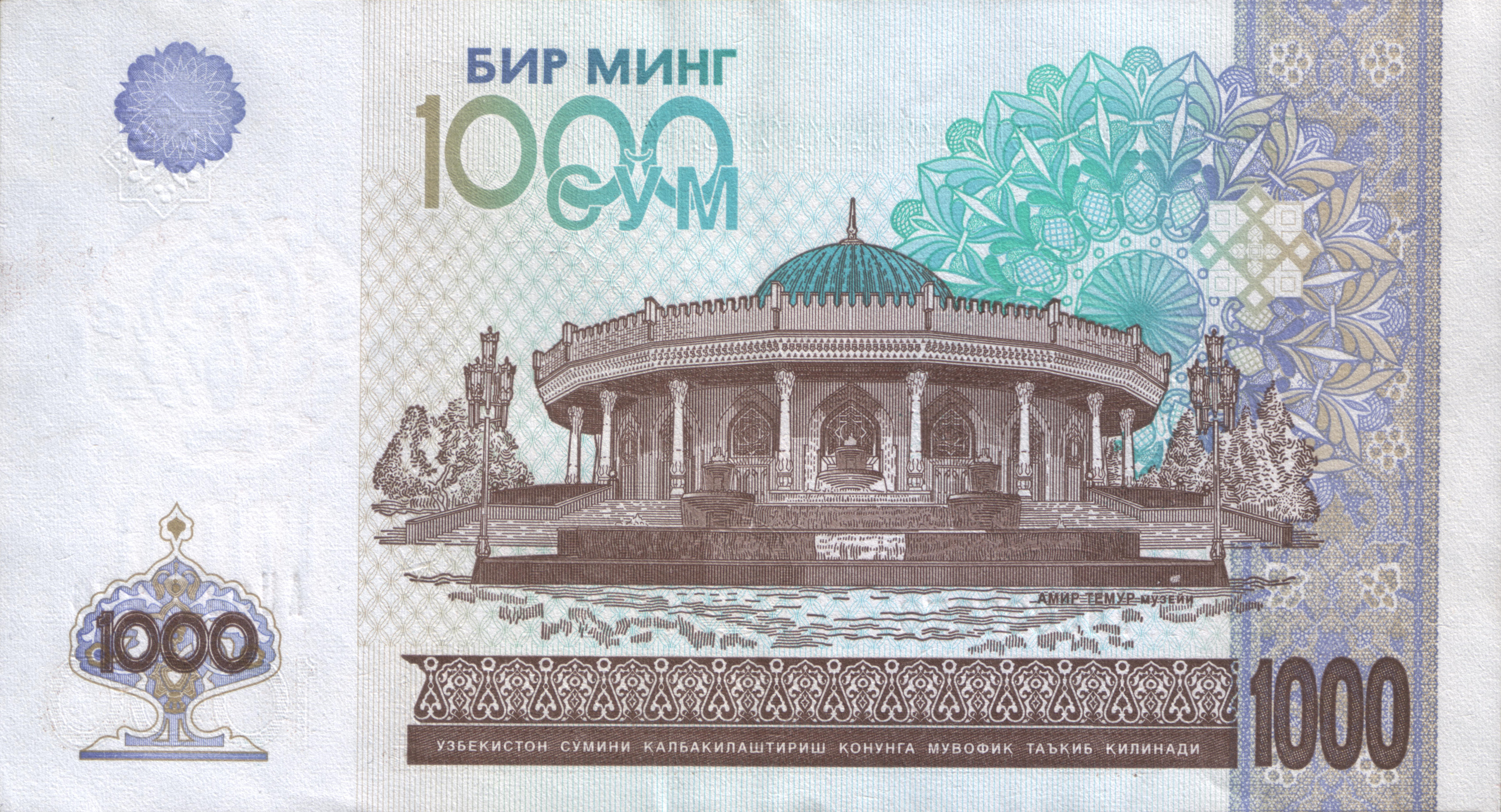
乌兹别克斯坦货币1000苏姆背面为帖木儿博物馆

博物馆的蓝色穹顶与撒马尔罕的古尔·埃米尔陵相似。尽管博物馆遵循中世纪建筑传统建造，但也满足了现代建筑的要求。博物馆共三层。入口位于地下室，设有售票窗口和卫生间。游客通过占据一楼的中央大厅进入博物馆主体部分，大厅周围环绕着历史壁画。大部分文物和展品位于二楼。

## 展览
博物馆藏品超过5000件，其中2000多件在展厅展出。博物馆的展品主要关注帖木儿的世系、他的掌权历程、萨希布·基兰的军事行动、外交和贸易关系、工艺、城市建设和景观美化以及科学和教育发展。此外，博物馆还展出了与帖木儿王朝代表人物相关的展品，包括地图、武器、铜币和银币、细密画、珍贵手稿、陶器和珠宝。

## 观众
博物馆每年吸引200多万游客参观。外国政治家和官方代表团经常来访，博物馆的来宾簿上记录了800多个此类代表团。

## 国际交流
该博物馆通过参加国际展览，在世界各地推广其物质和精神遗产。尤其是在法国“帖木儿复兴”国际展览、2000年德国汉诺威世博会以及澳大利亚悉尼动力博物馆“鲜艳的色彩：来自中亚的织物和陶瓷”等国际展览上，都展出了独特的展品。